# Dicranota (Dicranota) strepens
Dicranota (Dicranota) strepens is een tweevleugelige uit de familie Pediciidae. De soort komt voor in het Oriëntaals gebied.